# Sibyl Martha Rock
Sibyl Martha Rock (Butte, 1 de agosto de 1909, — Los Angeles, 17 de novembro de 1981) foi uma pioneira em espectrometria de massa e informática americana.
Rock foi uma pessoa-chave na equipe de espectrometria de massa na Consolidated Engineering Corporation (CEC) num momento em que espectrômetros de massa foram os primeiros a serem comercializados para utilização por pesquisadores e cientistas. Rock foi fundamental no desenvolvimento de técnicas matemáticas para analisar os resultados de espectrômetros de massa, no desenvolvimento de um computador analógico com Clifford Berry para a análise de equações, e na manutenção de um diálogo permanente entre os engenheiros e clientes envolvidos no desenvolvimento tanto do espectrômetro de massa e um dos primeiros computadores digitais, o Datatron da CEC.

## Início de vida e educação
Sibila M. Rock nasceu em 1º de agosto de 1909, em Butte, Montana. Seu pai era um técnico de telefone, o que pode ter lhe interessado em tecnologia. Ela formou-se em Matemática pela Universidade da Califórnia em Los Angeles, em 1931. Enquanto estava na Universidade, ela foi presidente da divisão local da Pi Mu Epsilon, a sociedade da matemática nacional. Ela também recebeu uma chave da Phi Beta Kappa.

## Publicações acadêmicas
Além dos manuais que ela escreveu, Rock era ativa nas publicações acadêmicas e co-autora de trabalhos significativos com vários de seus colegas, incluindo:
- Washburn, H. W.; Wiley, H. F.; Rock, S. M. (1943). «The mass spectrometer as an analytical tool». Ind. Eng. Chem. (em inglês). 15 (9): 541–547. doi:10.1021/i560121a001
- Berry, Clifford E.; Wilcox, Doyle E.; Rock, S. M.; Washburn, H. W. (1946). «A Computer for Solving Linear Simultaneous Equations». J. Appl. Phys. (em inglês). 17 (4). 262 páginas. doi:10.1063/1.1707713 Rock, S. M. (1951). «Qualitative analysis from mass spectra». Anal. Chem. (em inglês). 23 (2): 261–268. doi:10.1021/ac60050a011
- Berry, Clifford E.; Rock, S. M. (1951). «High Resolution Mass Spectrometry». J. Chem. Phys. (em inglês). 19 (9). 1208 páginas. doi:10.1063/1.1748508
- Shepherd, Martin; Rock, S. M.; Howard, Royce; Stormes, John (1951). «Isolation, identification, and estimation of  gaseous pollutants in air». Anal. Chem. (em inglês). 23 (10): 1431–1440. doi:10.1021/ac60058a020